# Drapetis nyaka
Drapetis nyaka är en tvåvingeart som beskrevs av Smith 1969. Drapetis nyaka ingår i släktet Drapetis och familjen puckeldansflugor. Inga underarter finns listade i Catalogue of Life.